# 一宮七夕まつり
一宮七夕まつり（いちのみやたなばたまつり）は、愛知県一宮市で開催される七夕祭り。

## 概要
愛知県北西部の一宮市は、かつては織物で知られた都市で、七夕まつりも「おりもの感謝祭」一宮七夕まつりと、呼ばれる。伝統的な「吹流し飾り」のほかに「小中学校創作七夕飾り」なども飾られる。仙台七夕・湘南ひらつか七夕まつりとセットで、日本三大七夕祭りと称されることがある。
1956年（昭和31年）に第1回の七夕まつりが開催された。
2020年（令和2年）4月15日、新型コロナウイルス感染症の拡大を受け、中野正康市長は七夕まつりを中止する方針を発表した。
2022年（令和4年）、第1回から続く「ミス七夕」「ミス織物」の廃止を発表した。

## イベント内容
- オープニングセレモニー
- 御衣奉献大行列
- 人力車七夕道中
- 盆踊り大会
- 日本舞踊
- バンド演奏
- 民謡
- 和太鼓
- 打ち水大作戦
- ミス七夕ミス織物チャリティーサイン会
- 弾き語り
- チアダンス
- ジャスバンド
- フラダンス
- マジックショー
- トーク&ライブ
- お笑いライブ
- ブラスバンド
- 写真コンテスト
- 提灯まつり[7]
- 特設ステージでのキャラクターショー[8]
- キャラクター参加
- 世界コスプレパレード

など

## 会場
- 一宮市本町アーケード内を中心に市内一円

## 主催
- 一宮七夕まつり協進会・真清田神社

## 期間
- 毎年 7月下旬の木曜・金曜・土曜・日曜の4日間（2000年までは第4日曜日を中心とした2日間。つまり金曜～火曜の5日間。2001年は火曜日がなくなり第4日曜日の金曜～月曜の4日間）

## アクセス
- JR東海道本線尾張一宮駅より徒歩7分
- 名鉄名古屋本線・尾西線名鉄一宮駅より徒歩7分